# Bavans
Bavans – miejscowość i gmina we Francji, w regionie Burgundia-Franche-Comté, w departamencie Doubs.
Według danych na rok 1990 gminę zamieszkiwały 4144 osoby, a gęstość zaludnienia wynosiła 469 osób/km² (wśród 1786 gmin Franche-Comté Bavans plasuje się na 36. miejscu pod względem liczby ludności, natomiast pod względem powierzchni na miejscu 506.).